# 漆姑草
漆姑草（学名：Sagina japonica）为石竹科漆姑草属的植物。

## 形态
一年或二年生小草本；多数茎簇生，稍有铺散；线形的叶子对生，基部有些成短鞘状；春季开白色小花，单生于枝端叶腋，花梗细长；卵形蒴果，花萼宿存。

## 分布
分布在俄罗斯、印度、尼泊尔、日本、朝鲜以及中国大陆的西南、东北、华中、华北、西北、华东等地，生长于海拔3,800至4,000（12,500至13,100英尺）的地区，多生于撂荒地、河岸沙质地及路旁草地，目前尚未由人工引种栽培。

## 别名
瓜槌草（植物名实图考）、 珍珠草（滇南本草）、 星宿草（四川） 、日本漆姑草（东北植物检索表）、 腺漆姑草（拉汉种子植物名称）